# Muhammad-bin-Raschid-Al-Maktum-Solarpark
Der Muhammad-bin-Raschid-Al-Maktum-Solarpark ist ein teilweise in Betrieb befindlicher Solarpark in den Vereinigten Arabischen Emiraten. Mit Stand Juni 2023 sind 2,4 GW in Betrieb. Im Endausbau soll eine installierte Leistung von 5 GW erreicht werden, womit er der weltweit größte Solarpark wäre. Die Gesamtinvestitionskosten betragen 50 Mrd. AED (12,1 Mrd. €).
Der Solarpark liegt in Seih Al-Dahal, etwa 50 km südlich der Stadt Dubai. Die Anlage wurde von der Dubai Electricity and Water Authority implementiert und ist nach Muhammad bin Raschid Al Maktum benannt. Mit dem Bau wurde 2012 begonnen. Mit Stand 2019 sind die ersten beiden Ausbauphasen mit zusammen 213 MW in Betrieb und eine weitere Ausbauphase mit 800 MW in Bau. Diese soll 2020 in Betrieb gehen. Die Anlage beherbergt auch den höchsten Solarturm der Welt.
Der Bau der ersten Ausbaustufe mit 13 MW fand 2013 statt. Im Mai 2018 wurde eine nächste Teilfläche mit 200 MW in Betrieb genommen. Diese galt bis Mitte 2016 als der Solarpark mit den weltweit niedrigsten Stromgestehungskosten; der Betreiber Acwa Power erhält eine feste Einspeisevergütung in Höhe von 5,84 US-Cent/kWh (5,4 Euro-Cent) über eine Laufzeit von 25 Jahren. In der dritten Ausbaustufe, die Mitte 2016 ausgeschrieben wurde, wurde diese Einspeisevergütung nochmal reduziert und für die 800-MWp-Anlage erhält der Betreiber eine Einspeisevergütung von umgerechnet 2,6 ct/kWh über 25 Jahre. Der Ertrag liegt bei ca. 2300 kWh pro Jahr und kW installierter Leistung.
Im Mai 2021 wurde das „Green Hydrogen“-Projekt, einer Testanlage zur Produktion von Wasserstoff aus Solarenergie, in Betrieb genommen. Die Anlage produziert bei einer Spitzenleistung von 1,25 MW Solarstrom, laut dem beteiligen Unternehmen Siemens Energy, 20,5 kg Wasserstoff pro Stunde. Das Projekt wurde auch auf der Expo 2020 –  die wegen der COVID-19-Pandemie auf den 1. Oktober 2021 bis 31. März 2022 verschoben wurde – vorgestellt.
Im September 2022 meldete das chinesische Unternehmen Shanghai Electric die Fertigstellung des Abschnitts B der fünften 900-MW-Phase.
Nach Fertigstellung des fünften Bauabschnitts im Juni 2023 liegt die installierte Leistung bei über 2,4 GW.